# Habíb Burgiba
Habíb Burgiba (arabsky: حبيب بورقيبة, Ḥabīb Būrqībah, francouzský přepis: Habib Bourguiba; 3. srpna 1903 – 6. dubna 2000) byl tuniský státník. Byl vůdcem hnutí za nezávislost země na Francii a stal se následně prvním prezidentem Tuniské republiky (od 25. července 1957 do 7. listopadu 1987).

## Život
Ve 20. letech 20. století pracoval jako právník ve Francii, po návratu do Tunisu se zapojil do hnutí na obnovu tuniské samostatnosti. Během francouzského protektorátu v Tunisku byl několikrát vězněn. Po získání nezávislosti se v roce 1957 stal prezidentem, začal propagovat turistický ruch a umožnil západním investorům, aby zde vystavěli četné hotely.
Jeho styl vlády byl autokratický, účinně potlačil opozici, hlavně z řad islámských radikálů, kteří byli vyhnáni do exilu. Dále zrušil mnohoženství a schválil další zákony, které přiblížily jeho zemi evropským měřítkům. Zavedl např. mnoho zákonů, které měly ulehčit život ženám. Do té doby totiž Tunisko patřilo k typickým arabským zemím, kde se ženy chápaly jako podřadné vůči mužům.
Byl dokonce za své vlády zvolen doživotním prezidentem, ale kvůli zdravotním problémům byl roku 1987 odstaven od moci. Tehdejší premiér Abidín bin Alí shromáždil 7 předních lékařů, kteří podepsali, že Burgiba již nemůže zastávat svůj úřad z důvodu pokročilé senility a premiér se tak stal prezidentem místo něj. Tunisané z důvodu tohoto odstoupení slaví státní svátek vždy 7. listopadu.
Podle bývalého prezidenta byla nazvána některá důležitá místa. Například hlavní třída v Tunisu, mezinárodní letiště v Monastiru, jeho rodném městě atd. Tamtéž mu dokonce bylo ještě za jeho života vystavěno mauzoleum.

## Vyznamenání
- velkokříž Řádu Ouissam Alaouite – Maroko, 1956
- velkokříž s řetězem Řádu zásluh o Italskou republiku – Itálie, 25. května 1962[1]
- velkokříž Řádu etiopské hvězdy – Etiopské císařství, 1963
- rytíř Řádu Serafínů – Švédsko, 22. května 1963
- rytíř Řádu slona – Dánsko, 4. června 1963
- řetěz Řádu Nilu – Egypt, 1965
- velkohvězda Řádu jugoslávské hvězdy – Jugoslávie, 1965
- Řád ghanské hvězdy – Ghana, 1966
- velkostuha Řádu liberijských průkopníků – Libérie, 1966
- velkokříž Národního řádu za zásluhy – Mauritánie, 1966
- velkokříž Národního řádu Nigeru – Niger, 1966
- velkokříž Řádu Oranžsko-nasavského – Nizozemsko, 1966
- velkokříž Národního řádu Pobřeží slonoviny – Pobřeží slonoviny, 1966
- velkokříž Národního řádu lva – Senegal, 1966
- řádový řetěz Řádu za občanské zásluhy – Španělsko, 24. května 1968[2]
- velkokříž Řádu Pahlaví – Írán, 1969
- velkokomtur Řádu obránce říše – Malajsie, 1969
- řetěz Řádu al-Husajna bin Alího – Jordánsko, 1973
- speciální třída Řádu Ománu – Omán, 1973
- řetěz Řádu krále Abd al-Azíze – Saúdská Arábie, 1975
- čestný rytíř velkokříže Řádu lázně – Spojené království, 1980
- řetěz Řádu Isabely Katolické – Španělsko, 16. listopadu 1983[3]
- řetěz Řádu Idrise I. – Libye
- speciální třída Řádu Muhammada – Maroko